# Stjepan Mesić
Stjepan »Stipe« Mesić, hrvaški politik, * 24. december 1934, Orahovica, Kraljevina Jugoslavija.
Stjepan Mesić je bil predsednik Hrvaške med letoma 2000 in 2010. Pred tem je bil hrvaški predsednik vlade, od 1990 član in leta 1991 nekaj mesecev predsednik Predsedstva SFRJ (na tem položaju je glasoval proti umiku JLA iz Slovenije) ter predsednik hrvaškega parlamenta. 
Na položaj predsednika je bil prvič izvoljen leta 2000 (po smrti Franja Tuđmana konec leta 1999), drugič pa leta 2005, ko je na volitvah premagal Jadranko Kosor.